# Jerome Meyinsse
Jerome Dieu Donne Meyinsse (Baton Rouge, 18 dicembre 1988) è un cestista statunitense.

## Carriera
Dopo i quattro anni al college si trasferisce in Argentina dove firma con i 9 de Julio de Río Tercero, per poi passare l'anno successivo all'Estudiantes. La stagione 2012-2013 lo vede dividersi tra il Centro Juventud Sionista, da cui viene tagliato a ottobre, e il Club de Regatas Corrientes, dove sostituisce Djibril Kanté, con cui vince il suo primo campionato argentino. Dopo la vittoria del titolo si trasferisce brevemente in Venezuela, dove gioca 4 partite con i Trotamundos de Carabobo.
I successivi tre anni gioca con il Flamengo in Brasile, dove vince tre campionati (MVP delle finali nel 2014), la Coppa Intercontinentale 2014, la FIBA Americas League 2014, e viene nominato per l'All-Star Game del 2014.
Il 6 luglio 2016 lascia il Brasile per tornare in Argentina, questa volta con la maglia del Club Atlético San Lorenzo de Almagro, con cui vince il suo secondo titolo argentino. L'anno successivo è ancora in Argentina, questa volta con l'Asociación Deportiva Atenas.

## Palmarès

### Squadra
- Liga Nacional de Básquet: 3

Regatas Corrientes: 2012-13
San Lorenzo de Almagro: 2016-17, 2018-19
- Novo Basquete Brasil: 3

Flamengo: 2013-14, 2014-15, 2015-16
- Coppa Intercontinentale: 1

Flamengo: 2014
- FIBA Americas League:1

Flamengo: 2014
- FIBA Europe Cup: 1

Ironi Nes Ziona: 2020-21

## Individuale
- NBB All-Star Game: 2014
- NBB MVP Finals: 2014